# Trionymus iridis
Trionymus iridis är en insektsart som beskrevs av Danzig 1971. Trionymus iridis ingår i släktet Trionymus och familjen ullsköldlöss. Inga underarter finns listade i Catalogue of Life.